# Орів
О́рів — село в Дрогобицькому районі Львівської області (Україна). Населення становить 1700 осіб. Орган місцевого самоврядування — Трускавецька міська рада.

## Географія
Орів розташований в історико-етнографічному регіоні Бойківщини. Село лежить у Стинаво-орівській річковій долині та має протяжність із заходу на схід — майже 14 км, а із півночі на південь — 6 км. Це село є порівняно великим, сільські будиночки розкидані по мальовничих і чарівних місцях Орова.
Річка Стинавка, що протікає через усе село, тут бере початок. Вона починається в самому початку села, там, де по лівому боці — урочище «Старе поле», а справа — «Венгерщина».
До річки Стинавка впадає багато потоків: «Воронів потік» — по один бік цвинтаря, з іншого боку цвинтаря тече другий потік «Безіменний», далі — «Когутів потік», «Довгий потік», «Середній потік», «Широковець», «Покуті», «Оровець», «Килиманівець», та ще багато інших струмків і джерел. Річки і потоки кишіли від форелі. Тепер річка Стинавка майже мертва. Хоча можна побачити поодиноко плаваючу рибину.

## Назва села
|  | У 1589 році люди з долин втікали від татарської навали в гори. Коли якась група вийшла на високий гірський діл, то люди побачили внизу гарну зелену улоговину, по середині яр. Сріблилася хвилями річка. Хтось вигукнув: «О, який гарний рів! Ану тут поселимося». Так і пішла, за легендою, назва села Орів. |

За іншим варіантом легенди, право стати першовідкривачем гірської долини надана галицькому князю.
Також село має місцеві назви:
«Горів» — давня назва населеного пункту, котра мала побутування, за народними переказами, до XIX ст. Згідно з легендами топонім має походження через розташування на високогір'ї відносно всієї округи.
За іншою легендою в часи монгольської навали населений пункт, на місці сучасного Орова, був спалений, тому отримав назву «Погорів» чи «Погорове». Практично до XIX ст. зазначений топонім побутував нарівні з сучасним.
«Орове» та «Оровзе» — польськомовнні варіанти назви села. «Урьове» досить малопоширений варіант назви села. Побутує в окремих публіцистів діаспори.

## Духовне життя
Орівська громада належить до Греко-Католицької церкви. До нерухомого майна церкви відносяться кам'яна церква Івана Хрестителя з церковним убранством, ритуальними атрибутами, церковним інвентарем і документами, а також дзвіниця біля церкви; церква Воскресіння Ісуса Христа (на кладовищі) із внутрішнім майном та дзвіниця біля церкви.
В Орові дві церкви. Одна — «долішня», мурована, на честь Св. Покрови, де відправляються богослужіння в неділі і свята, та цілий Великий піст. У другій, «горішній», церкві, що високо на горі, де цвинтар, між двома потоками,— відправляють богослужіння під час днів тижня, а також Служби Божі. А ще відправляють Служби Божі у Великодній понеділок і вівторок. На Великдень, рано, Службу Божу відправляли у «долішній» церкві.

## Населення
Згідно з переписом УРСР 1989 року чисельність наявного населення села становила 2035 осіб, з яких 944 чоловіки та 1091 жінка.
За переписом населення України 2001 року в селі мешкали 1724 особи.

### Мова
Розподіл населення за рідною мовою за даними перепису 2001 року:
| Мова       | Відсоток |
| ---------- | -------- |
| українська | 99,54 %  |
| російська  | 0,41 %   |
| білоруська | 0,06 %   |

## Мікротопонімія
Село Орів складається з двох частин: Горішній Кінець та Долішній Кінець, що розташовані уздовж річки Стинавки. Горішній Кінець розміщений на півночі, у високогір'ї, а Долішній Кінець - на півдні, у долині.
Урочища:
Баб'є - утворено суфіксальним способом від слова "баба"; за переказами, після війни у цьому місці жило багато вдов, старших жінок, бабів, від чого і пішла назва; 
Белай - утворено семантичним способом від прізвища Белей; за легендою, під час татаро-монгольської навали кріпаками-орівчанами було спалено гуральню дідича Белея на горі "Белеї", від чого виникла назва мікротопоніма; знаходиться біля річки Стинавка. 
Бухали - утворено семантичним способом від прізвища Бухало; назва походить від прізвища мешканців, у цьому місці переважно жили люди з прізвищем Бухали; знаходиться біля урочища Половінь. 
Вапнярки - утворено семантичним способом від апелятива вапнярки - "місцевість з великою кількістю площ з ґрунтом, який містить вапно" (ТСУМ); цю місцевість населення використовувало для випарювання вапна, звідки і походить мікротопонім; знаходиться на початку села. 
Версоня - утворено семантичним способом від апелятива верес - "вічнозелений дуже розгалужений чагарничок родини вересових" (ТСУМ); назва походить від трави «верес» або ж через розміщення на крутих схилах «верхах»; знаходиться на схилі Ямельницького Долу.
Гнила Поточина - утворено семантичним способом, де опорним словом є поточина - "струмок; невеликий потік води із джерела, після дощу, від танення снігу тощо" (ТСУМ); за переказами, на цьому місці було багато дерев, які після буревію завалили урвище, після чого люди почали називати його гнилим, знаходиться у Горішньому Кінці.
Горб - утворено семантичним способом від апелятива горб - "підвищення на поверхні рівнини" (ТСУМ); назва походить від місця знаходження, розташоване на великому підвищенні (горбі) у Горішньому Кінці.
Гулярня -  утворено семантичним способом від апелятива гуральня - "спиртово-горілчаний завод, винокурня" (ТСУМ); колись на цьому урочищі розміщувалася гуральня, через що пішла назва; розташоване на межі Орова і Зимівків.
Довгий Потік - утворено семантичним способом, де опорним словом є потік - "річка, струмок із стрімкою течією" (ТСУМ); найдовший водний потік у селі, найвіддаленіша група садиб, займає значну частину села, звідки і походить назва. Приблизна довжина ланцюга садиб сягає 2-2,5 км; розташоване у центрі річки Стинавка.
Зарубино - утворено суфіксальним способом від слова заруба; мікротопонім пов'язаний з татаро-монгольською навалою. За переказами, у цьому місці відбулася кривава битва, у якій зарубали багато воїнів - "зарубали татар", звідки і походить назва; знаходиться у Долішньому Кінці.
Змули - утворено семантичним способом від апелятива мул - "дуже подрібнена, розтерта земля попелястого кольору, що відкладається на дні рік, озер, морів" (ТСУМ); назва походить від нанесення річкою ґрунту - мулу; розташоване біля річки Стинавки.
Іваники - утворено семантичним способом від прізвища Іваник; назва походить від прізвища мешканців, у цьому місці переважно жили люди з прізвищем Іваник; знаходиться біля дороги на Трускавець.
Кам'янець - утворено суфіксальним способом від  слова камінь - "тверда гірська порода у вигляді суцільної маси або окремих шматків, що не кується і не розчиняється у воді" (ТСУМ); назва походить від місця знаходження урочища; знаходиться на місці, де є часткові скелясто-кам'янисті гори; знаходиться у Долішньому Кінці.
Кілемановець - утворено семантичним способом від прізвища Келеман; згідно з народними тлумаченнями, назва походить від прізвища польського (або австрійського) пана Келемана, що володів значними землями в цій місцевості; розташоване у центрі села.
Кути - утворено семантичним способом від апелятива кут - "частина якої-небудь території, місцевості" (ТСУМ); назва походить від місця знаходження; розташоване на куті лісу.
Орівець - утворено суфіксальним способом від топопніма Орів; назва походить від того, що рельєф урочища прямо відповідає рельєфу всього Орова, виглядає, як мала копія всього села; знаходиться на схилах Зимівського Долу.
Погар - утворено безафіксним способом від слова погоріло; за легендою, назва мікротопоніма пов'язана з подіями татаро-монгольської навали. Згідно з переказами, саме тут татари спалили древнє поселення, яке відповідно "погоріло", знаходиться у Долішньому Кінці.
Половінь - утворено семантичним способом від слова половці - "тюркський кочовий народ" (ТСУМ); назва походить від того, що колись на цьому місці жило поселення половців; знаходиться у Горішньому Кінці, один з крайніх кінців на вихід у село Ямельниця.
Соломіне -  утворено семантичним способом від апелятива солома - "сухі світло-жовті стебла злакових рослин" (ТСУМ); назва походить від того, що ця земля, де розташовувалося урочище, відзначалася багатими господарствами, які сіяли зернові, від яких було багато соломи; розташоване біля села Зимівки.
Старе поле - утворено семантичним способом, де опорним словом є поле - "безліса рівнина, рівний великий простір" (ТСУМ); за переказами, у цьому місці було поле, яке завжди засіювалось, а під час татаро-монгольської навали воно згоріло, після чого воно заросло чагарниками, люди забули про нього, від чого і пішла назва; знаходиться у Долішньому Кінці.
Чорногора -  утворено семантичним способом від апелятива гора - "значне підвищення над навколишньою місцевістю або серед інших підвищень" (ТСУМ); атрибутив вказує на темне забарвлення невеликої гори, звідки і походить назва урочища; знаходиться між Горішнім і Долішнім Кінцем.
Шевський куток - утворено семантичним способом, де опорним словом є куток - "частина якої-небудь території, місцевості" (ТСУМ); назва походить від розміщення (поблизу центральної осі поселення), за переказами, на "горбку" шевця; розташоване у центрі села.
Дороги:
Головна дорога - утворено семантичним способом, де опорним словом є дорога -"смуга землі, по якій їздять і ходять" (ТСУМ);  назва походить від місця розташування, знаходиться у центрі села.
Ґрунтові шляхи:
На Борислав - утворено синтаксичним способом, де опорним словом є шлях - "смуга землі, признач. для їзди та ходіння; дорога" (ТСУМ), що вказує на конкретне місце призначення - м. Борислав; походить від місця знаходження, шлях проходить до міста Борислав, через що і пішла назва.
На Трускавець -  утворено синтаксичним способом, де опорним словом є шлях - "смуга землі, признач. для їзди та ходіння; дорога" (ТСУМ), що вказує на конкретне місце призначення - м. Трускавець; походить від місця знаходження, шлях проходить до міста Трускавець, через що і пішла назва. 
На Ямельницю -  утворено синтаксичним способом, де опорним словом є шлях - "смуга землі, признач. для їзди та ходіння; дорога" (ТСУМ), що вказує на конкретне місце призначення - с. Ямельниця; походить від місця знаходження, шлях проходить до села Ямельниця, через що і пішла назва.
Стежки:
На Баб'є - утворено синтаксичним способом, де опорним словом є стежка - " доріжка, протоптана звірами або людьми чи спеціально зроблена людьми" (ТСУМ), що вказує на конкретне місце призначення - ур. Баб'є; походить від місця знаходження, стежка веде  до урочища Баб'є, через що і пішла назва.
На Белай  -  утворено синтаксичним способом, де опорним словом є стежка - " доріжка, протоптана звірами або людьми чи спеціально зроблена людьми" (ТСУМ), що вказує на конкретне місце призначення - ур. Белай; походить від місця знаходження, стежка веде  до урочища Белай, через що і пішла назва.
На Горб - утворено синтаксичним способом, де опорним словом є стежка - " доріжка, протоптана звірами або людьми чи спеціально зроблена людьми" (ТСУМ), що вказує на конкретне місце призначення - ур. Горб; походить від місця знаходження, стежка веде  до урочища Горб, через що і пішла назва.
На Кути - утворено синтаксичним способом, де опорним словом є стежка - " доріжка, протоптана звірами або людьми чи спеціально зроблена людьми" (ТСУМ), що вказує на конкретне місце призначення - ур. Кути; походить від місця знаходження, стежка веде  до урочища Кути, через що і пішла назва.
На Погар - утворено синтаксичним способом, де опорним словом є стежка - " доріжка, протоптана звірами або людьми чи спеціально зроблена людьми" (ТСУМ), що вказує на конкретне місце призначення - ур. Погар; походить від місця знаходження, стежка веде  до урочища Погар, через що і пішла назва.
На Половінь - утворено синтаксичним способом, де опорним словом є стежка - " доріжка, протоптана звірами або людьми чи спеціально зроблена людьми" (ТСУМ), що вказує на конкретне місце призначення - ур. Половінь; походить від місця знаходження, стежка веде  до урочища Половінь, через що і пішла назва.
Роздоріжжя:
На Баб'є - утворено синкаксичним способом, де опорним словом є роздоріжжя - "місце, звідки розходяться або куди сходяться дві чи кілька доріг; розпуття" (ТСУМ); походить від місця знаходження, вказує напрямок до урочища Баб'є, через що і пішла назва.
Греблі - утворено семантичним способом від апелятива гребля - "споруда, що перегороджує річку або інший водотік для створення водосховищ" (ТСУМ); назва походить від того, що до 30-х рр. ХХ ст. тут була водяна гребля і тартак; розташоване на містку на річці Стинавці.
Зваричі - утворено семантичним способом від прізвища Зварич; назва походить від прізвища мешканців, у цьому місці переважно жили люди з прізвищем Зварич; знаходиться в Горішньому Кінці.
Повороти:
На Белай - утворено синтаксичним способом, де опорним словом є поворот - "місце, де що-небудь (дорога, вулиця і т. ін.) повертає, відхиляється вбік" (ТСУМ) і вказує на конкретне місце призначення - ур. Белай; походить від місця знаходження, вказує напрямок до урочища Белай, через що і пішла назва.
На Браму - утворено семантичним способом від апелятива брама - "великі ворота, переважно при монументальних спорудах" (ТСУМ); походить від місця знаходження, вказує напрямок на браму перед церквою, через що і пішла назва.
На Діли - утворено семантичним способом від апелятива діл - "походить від назви "вододіл", тобто лінії розмежування річкових басейнів" (ТСУМ); походить від місця знаходження, вказує напрямок до перевалу, через що і пішла назва.
На Довгий Потік - утворено семантичним способом від апелятива потік - "річка (перев. невелика), струмок із стрімкою течією" (ТСУМ); походить від місця знаходження, вказує напрямок до урочища Довгий Потік, через що і пішла назва.
На Заросоху - утворено синтаксичним способом, де опорним словом є поворот - "місце, де що-небудь (дорога, вулиця і т. ін.) повертає, відхиляється вбік" (ТСУМ) і вказує на конкретне місце призначення - ур. Заросоха; походить від місця знаходження, вказує напрямок до урочища Заросоха, через що і пішла назва.
На Іваники - утворено синтаксичним способом, де опорним словом є поворот - "місце, де що-небудь (дорога, вулиця і т. ін.) повертає, відхиляється вбік" (ТСУМ) і вказує на конкретне місце призначення - ур. Іваники; походить від місця знаходження, вказує напрямок до урочища Іваники, через що і пішла назва.
На Кам'янець - утворено синтаксичним способом, де опорним словом є поворот - "місце, де що-небудь (дорога, вулиця і т. ін.) повертає, відхиляється вбік" (ТСУМ) і вказує на конкретне місце призначення - ур. Кам'янець; походить від місця знаходження, вказує напрямок до урочища Кам'янець, через що і пішла назва.
На Половінь - утворено синтаксичним способом, де опорним словом є поворот - "місце, де що-небудь (дорога, вулиця і т. ін.) повертає, відхиляється вбік" (ТСУМ) і вказує на конкретне місце призначення - ур. Половінь; походить від місця знаходження, вказує напрямок до урочища Половінь, через що і пішла назва.
На Цвинтар - утворено семантичним способом від апелятива цвинтар - "подвір'я і кладовище біля церкви" (ТСУМ);  походить від місця знаходження, вказує напрямок до цвинтара, через що і пішла назва. 
Церкви:
Дерев'яна церква на Горбку на цвинтарі - утворено семантичним способом, де опорним словом є церква - "релігійна організація духівництва і віруючих, об'єднана спільністю вірувань і  обрядовості" (ТСУМ); дуже стара церква (18-19 ст), побудована повністю без цвяхів. Поруч знаходиться дерев'яна дзвіниця. Назва походить від розташування на горбку на цвинтарі. У цій церкві проходять лише похоронні та поминальні служби. 
Каплиці:
Капличка - утворено синтаксичним способом, де опорним словом є каплиця - "невеличка споруда без вівтаря для відправ і молитов" (ТСУМ); знаходиться у центрі села, побудована самими мешканцями села. Люди називають зменшено-пестливим способом "капличка". 
Хрести:
Хрест Воїнам УПА - утворено синтаксичним способом, де опорним словом є хрест - "предмет і символ культу християнської релігії, який являє собою стрижень з   однією або кількома поперечками у верхній половині" (ТСУМ); назва походить від того, що хрест присвячений воїнам УПА; розташований у центрі села, навпроти сільської ради.
Фігури:
Погруддя Тараса Шевченка - утворено синтаксичним способом, де опорним словом є погруддя - "скульптурне зображення верхньої частини людського тіла (ТСУМ); назва походить в честь пам'яті Тараса Шевченка; знаходиться на вулиці Тараса Шевченка, у центрі села, біля хреста воїнам УПА.
Могили:
Могила Січовим Стрільцям - утворено синтаксичним способом, де опорним словом є могила - "яма для поховання померлого" (ТСУМ);  знаходиться в центрі села біля хреста воїнам УПА.
Хрест, погруддя і могила представляють один меморіальний комплекс і знаходяться недалеко одне від одного.
Кладовища:
Старий Цвинтар - утворено семантичним способом від слова цвинтар - "подвір'я і кладовище біля церкви" (ТСУМ); цей цвинтар діяв з кінця ХІХ ст., зараз не діючий, звідки і походить назва.
Спуски та виїзди:
На Белай - утворено синтаксичним способом, де опорними словами є спуск та виїзд - "похила поверхня, місце, по якому спускаються вниз, місце, яким виїжджають звідки-небудь" (ТСУМ); походить від місця знаходження, вказує напрямок до урочища Белай, через що і пішла назва.
На Браму - утворено семантичним способом від апелятива брама - "великі ворота, переважно при монументальних спорудах" (ТСУМ); походить від місця знаходження, вказує напрямок на браму перед церквою, через що і пішла назва.
На Діли - утворено семантичним способом від апелятива діл - "походить від назви "вододіл", тобто лінії розмежування річкових басейнів" (ТСУМ); походить від місця знаходження, вказує напрямок до перевалу, через що і пішла назва.
На Довгий Потік - утворено семантичним способом від апелятива потік - "річка (перев. невелика), струмок із стрімкою течією" (ТСУМ); походить від місця знаходження, вказує напрямок до урочища Довгий Потік, через що і пішла назва.
На Заросоху - утворено синтаксичним способом, де опорними словами є спуск та виїзд - "похила поверхня, місце, по якому спускаються вниз, місце, яким виїжджають звідки-небудь" (ТСУМ); походить від місця знаходження, вказує напрямок до урочища Заросоха, через що і пішла назва.
На Іваники - утворено синтаксичним способом, де опорними словами є спуск та виїзд - "похила поверхня, місце, по якому спускаються вниз, місце, яким виїжджають звідки-небудь" (ТСУМ); походить від місця знаходження, вказує напрямок до урочища Іваники, через що і пішла назва.
На Кам'янець - утворено синтаксичним способом, де опорними словами є спуск та виїзд - "похила поверхня, місце, по якому спускаються вниз, місце, яким виїжджають звідки-небудь" (ТСУМ); походить від місця знаходження, вказує напрямок до урочища Кам'янець, через що і пішла назва
На Половінь - утворено синтаксичним способом, де опорними словами є спуск та виїзд - "похила поверхня, місце, по якому спускаються вниз, місце, яким виїжджають звідки-небудь" (ТСУМ); походить від місця знаходження, вказує напрямок до урочища Половінь, через що і пішла назва.
На Цвинтар - утворено семантичним способом від слова цвинтар - "подвір'я і кладовище біля церкви" (ТСУМ); походить від місця знаходження, вказує напрямок до цвинтара, через що і пішла назва.
Гори (поодинокі):
Гора Цюх - утворено семантичним способом від апелятива гора -"значне підвищення над навколишньою місцевістю або серед інших підвищень" (ТСУМ); назва виникла як данина пам'яті дідича (пана) Цюха, який володів полонинами на схилах гори. З постаттю Цюха пов'язаний комплекс легенд та народних переказів; розташована між селами Орів і Ямельниця. 
Верхи:
Цюхів Верх - утворено семантичним способом від апелятива верх - "верхня, найвища частина чого-небудь; вершина" (ТСУМ); виник як данина пам'яті дідича (пана) Цюха, який володів полонинами на схилах гори. З постаттю Цюха пов'язаний комплекс легенд та народних переказів. Домінує над північною частиною села.
Перевали:
Зимівський Діл - утворено семантичним способом від апелятива діл - "топонім гірського хребта, який відмежовує сільську долину" (ТСУМ). Безпосередньо назва «Діл», можливо, походить від слова «вододіл», тобто лінії розмежування річкових басейнів. "Зимівський" утворено суфіксальним способом від населеного пункту Зимівки, з яким межує перевал.
Ямельницький Діл - утворено семантичним способом від апелятива діл - "топонім гірського хребта, який відмежовує сільську долину" (ТСУМ). Безпосередньо назва «Діл», можливо, походить від слова «вододіл», тобто лінії розмежування річкових басейнів. "Ямельницький" утворено суфіксальним способом від населеного пункту Ямельниця, з яким межує перевал.
Долини:
Гребля - утворено семантичним способом від апелятива гребля - "споруда, що перегороджує річку або інший водотік для створення водосховищ" (ТСУМ); Назва походить від того, що до 30-х рр. ХХ ст. тут була водяна гребля і тартак; розташоване у центрі села, на річці Стинавці.
Плайчик - утворено семантичним способом від апелятива плай – «стежка в горах» (ТСУМ); люди називають у зменшено-пестливому значенні; знаходиться у Горішньому Кінці. 
Яри:
Міський Яр - утворено семантичним способом від апелятива яр - "глибока довга западина, що утворилася внаслідок розмиву пухких осадових порід тимчасовими потоками" (ТСУМ); назва походить від розташування; знаходиться біля міста Трускавець, утворена суфіксальним способом.
Половінський Яр - утворено семантичним способом від апелятива яр - "глибока довга западина, що утворилася внаслідок розмиву пухких осадових порід тимчасовими потоками" (ТСУМ); назва походить від розташування; знаходиться біля урочища Половінь, утворена суфіксальним способом.
Балки:
Грицькова Балка - утворено семантичним способом від апелятива балка - "яр з пологими схилами" (ТСУМ) та від прізвища Грицько; назва походить від прізвища мешканців, у цьому місці переважно жили люди з прізвищем Грицько; проходить через річку Стинавку. 
Когутова Балка - утворено семантичним способом від апелятива балка - "яр з пологими схилами" (ТСУМ); та від прізвища Когут; назва походить від прізвища мешканців, у цьому місці переважно жили люди з прізвищем Когут; проходить через річку Стинавку.
Через Стинавку - утворено семантичним способом від апелятива балка - "яр з пологими схилами" (ТСУМ); назва походить від розташування; проходить через річку Стинавку.
Яворова Балка - утворено семантичним способом від апелятива балка - "яр з пологими схилами" (ТСУМ)  Явір; назва походить від прізвища мешканців, у цьому місці переважно жили люди з прізвищем Явір; проходить через річку Стинавку.
Кручі:
Бухалові Кручі - утворено семантичним способом від апелятива круча - "високий стрімкий берег, урвище" (ТСУМ) та від прізвища Бухало; назва походить від прізвища мешканців, у цьому місці переважно жили люди з прізвищем Бухали; знаходиться біля урочища Половінь.
Зарубинські Кручі - утворено семантичним способом від апелятива круча - "високий стрімкий берег, урвище" (ТСУМ); мікротопонім Зарубинські пов'язаний з татаро-монгольською навалою. За переказами, у цьому місці відбулася кривава битва, у якій зарубали багато воїнів - "зарубали татар", звідки і походить назва; знаходиться біля урочища Зарубино.
Половінські Кручі - утворено семантичним способом від апелятива круча-  "високий стрімкий берег, урвище" (ТСУМ); назва Половінські утворена суфіксальним способом та походить від розташування; знаходиться біля урочища Половінь.
Орні поля:
Верхньостинавські Поля - утворено семантичним способом від апелятива поле - "безліса рівнина, рівний великий простір" (ТСУМ); назва Верхньостинавські утворена суфіксальним способом та походить від розташування; знаходиться поруч із селом Верхня Стинава.
Орівські Поля - утворено семантичним способом від апелятива поле - "безліса рівнина, рівний великий простір" (ТСУМ); назва походить від розташування; знаходиться у селі Орів.
Луги, луки:
Верхньостинавські - утворено семантичним способом; назва походить від розташування; знаходиться поруч із селом Верхня Стинава.
Горішні - утворено семантичним способом; назва походить від розташування; знаходиться у Горішньому кінці.
Долішні - утворено семантичним способом; назва походить від розташування; знаходиться у Долішньому кінці.
Нижньостинавські - утворено семантичним способом; назва походить від розташування; знаходиться поруч із селом Нижня Стинава.
Поодинокі великі камені:
Камінь під погруддям Тараса Шевченка - утворено синтаксичним способом, де опорним словом є камінь - "тверда гірська порода у вигляді суцільної маси або окремих шматків, що не кується й не розчиняється у воді" (ТСУМ); назва походить від розташування; знаходиться біля погруддя Тараса Шевченка.
Потоки:
Довгий Потік - утворено семантичним способом, де опорним словом є потік - "невелика річка або струмок із стрімкою течією" (ТСУМ); найдовший водний потік в селі, найвіддаленіша група садиб, від чого і походить назва; впадає у річку Стинавку.
Когутів Потік - утворено семантичним способом, де опорним словом є потік - "невелика річка або струмок із стрімкою течією" (ТСУМ) та від прізвища Когут; назва походить від прізвища мешканців, у цьому місці переважно жили люди з прізвищем Когут; впадає у річку Стинавку.
Широковець - утворено суфіксальним способом від слова «широкий» - найширший водний потік в селі, від чого і походить назва; впадає у річку Стинавку.
Струмки:
Верхньодолішній Струмок - утворено семантичним способом, де опорним словом є струмок - "невеликий потік, утворений зі снігових, дощових вод або з підземних вод, що вийшли на поверхню" (ТСУМ); назва походить від розташування; знаходиться на верху у Долішньому кінці.
Ямельницький Струмок - утворено семантичним способом, де опорним словом є струмок - "невеликий потік, утворений зі снігових, дощових вод або з підземних вод, що вийшли на поверхню" (ТСУМ); назва Ямельницький утворена суфіксальним способом, походить від населеного пункту Ямельниця, через який проходить струмок; впадає у річку Стинавку.
Криниці:
Криниця Коло Церкви - утворено синтаксичним способом від апелятива криниця - "глибоко викопана й захищена цямринами від обвалів яма для добування води з водоносних шарів землі" (ТСУМ); назва походить від розташування; знаходиться коло Церкви.
Ліси:
Половінський Ліс - утворено семантичним способом, де опорним словом є ліс- "велика площа землі, заросла деревами і кущами" (ТСУМ); назва Половінський утворена суфіксальним способом, походить від розташування; знаходиться біля урочища Половінь.
Стинавський Ліс - утворено семантичним способом, де опорним словом є ліс - "велика площа землі, заросла деревами і кущами" (ТСУМ); назва Стинавський утворена суфіксальним способом, походить від розташування; знаходиться біля річки Стинавка.
Трускавецький Ліс - утворено семантичним способом, де опорним словом є ліс - "велика площа землі, заросла деревами і кущами" (ТСУМ); назва Трускавецький утворена суфіксальним способом,  походить від розташування; знаходиться між селом Орів і містом Трускавець.
Ямельницький Ліс - утворено семантичним способом, де опорним словом є ліс - "велика площа землі, заросла деревами і кущами" (ТСУМ); назва Ямельницький утворена суфіксальним способом, походить від розташування; знаходиться між селами Орів і Ямельниця.
Дерева:
Дуб біля погруддя Тараса Шевченка - утворено семантичним способом, де опорним словом є дуб - "багаторічне  листяне дерево з міцною деревиною та плодами - жолудями" (ТСУМ); назва походить від розташування; великий та старий дуб росте біля погруддя Тараса Шевченка.
Ялина коло Школи - утворено семантичним способом, де опорним словом є ялина - "високе хвойне вічнозелене дерево родини соснових" (ТСУМ); назва походить від розташування; велика ялина росте біля школи.

## У складі «Другої Польщі» (Польська Республіка (1918—1939))
Напередодні Першої світової війни Орів разом із с. Зимівки (або як називали «За ділом») мало населення: 4131 жителі. Це було останнє село Дрогобицького повіту, розташоване в Карпатах на висоті понад 900 м.
1 серпня 1934 р. було створено ґміну Стебник в дрогобицькому повіті. До неї увійшли сільські громади: Стебника, Доброгостова, Гассендорфа (Gassendorf), Колпця, Орова, Сільця, Станилі й Уличного.
Орів має досить багато лісу, переважно з боку Борислава, Трускавця, Стебника, Доброгостова та Уличного — це Міський ліс.

## Орів у планах розвику Трускавця (початок XX ст.)
Орів, будучи найближчим гірським селом Трускавця та маючи джерела мінеральної води типу «Нафтуся», на початку XX ст. займав важливе місце у планах з розвитку Трускавця, як курорту. Зокрема передбачалася побудова декількох вілл на «Цухові», згідно з концепцією «про мережу невеликих курортів» Фелінського Р., та будівництво підвісної канатної дороги з Трускавця на Цюхів Діл.